# Prhinje (Federacja Bośni i Hercegowiny)
Prhinje – wieś w Bośni i Hercegowinie, w Federacji Bośni i Hercegowiny, w kantonie zenicko-dobojskim, w gminie Breza. W 2013 roku liczyła 101 mieszkańców, z czego większość stanowili Boszniacy.